# Erik Gustaf Johansson Boije
Erik Gustaf Johansson Boije, född augusti 1763, död 15 augusti 1815, var en svensk officer och landshövding.

## Bana
Friherre Boije blev fänrik vid arméns flotta 20 april 1779, vid garnisonsregementet i Göteborg 29 april 1780, löjtnant på samma ställe i maj 1785. Han blev kavaljer hos kronprinsen 11 december 1787. Den 10 maj 1792 blev han kapten. Han blev major i armén och överadjutant 15 maj samma år, premiärmajor vid Jämtlands regemente 23 oktober 1793, överstelöjtnant i armén och generaladjutant av flygeln 3 maj 1795. Han blev tjänstgörande hovmarskalk 2 november samma år och erhöll avsked från regementet 20 december samma år. Han blev överste i armén och generaladjutant 28 juni 1802, överstelöjtnant vid Kalmar regemente 29 januari 1803.
Boije blev vice landshövding i Jönköpings län 12 maj 1805 och landshövding 21 november 1806.

## Utmärkelser
Boije blev riddare av Svärdsorden 14 juni 1800.

## Familj
Erik Gustaf Boije af Gennäs var son till kaptenen Johan Gustaf Boije och Christina Charlotta von Köhler, dotter till generallöjtnanten Georg Reinhold von Köhler.
Han gifte sig med Charlotta Klingspor, dotter till fältmarskalken Mauritz Klingspor och hans första fru Anna Charlotta af Peterséns. Dottern Hedvig Charlotta (1797–1848) var gift med Ulrik Gustaf Lindencrona i dennes tredje gifte. Hon var mor till Carl Johan Lindencrona.